# Николо Томазео
Николо̀ Томазѐо (на италиански: Niccolò Tommaseo, [nikkoˈlɔ ttommaˈzɛːo]) е италиански езиковед и писател.
Роден е на 9 октомври 1802 година в Шибеник в Далмация в семейство на търговец. Учи в Сплит, а през 1822 година завършва право в Падуанския университет, след което работи като журналист и се включва в италианското национално движение. Издава сборници с популярни песни, пише романи и есета, а след 1861 година редактира осемтомен речник на италианския език.
Николо Томазео умира на 1 май 1874 година във Флоренция.